# Harzverband

Lage des niedersächsischen Teils vom Regionalverband Harz

Der Harzverband e.V. ist ein gemeinnütziger Verein zur Förderung des Umwelt-, Landschafts- und Denkmalschutzes sowie der Kunst und Kultur. Er ist Träger des Geoparks Harz – Braunschweiger Land – Ostfalen. Im niedersächsischen Anteil übernimmt er für das Gebiet des Landkreises Goslar die Aufgaben eines Landschaftsverbandes.
Der Verband firmierte bis Mai 2025 unter dem Namen Regionalverband Harz.

## Geschichte
Der Regionalverband Harz wurde 1992 als Zusammenschluss der Harzer Landkreise gegründet. Seit dem Jahr 2003 hat sich der Verein auch für Fördermitglieder geöffnet, deren Anzahl bis 2010 auf 115 anwuchs, darunter Vereine, Kommunen und Betriebe.
Im November 2003 übertrug das Ministerium für Landwirtschaft und Umwelt des Landes Sachsen-Anhalt dem Regionalverband die Trägerschaft des Naturparks Harz/Sachsen-Anhalt. Als Naturparkträger setzt er die Pflege- und Entwicklungskonzeption um. Im Rahmen der Besucherlenkung erschienen verschiedene Faltblattserien, u. a. zu den Themen „Natur erleben an den Wegen Deutscher Kaiser und Könige des Mittelalters“ und „Natur erleben an der Straße der Romanik“. Zu den größten Attraktionen im Naturpark zählen die Harzer Schmalspurbahnen und das wildromantische Bodetal bei Thale. Lohnende Ziele im Südteil des Naturparks sind beispielsweise der Große Auerberg bei Stolberg oder das Bergbaumuseum und Schaubergwerk des Röhrigschachts im sachsen-anhaltischen Wettelrode. Auch der höchste Berg des Harzes, der 1141,2 m hohe Brocken, gehört zum Naturpark, der 2006 als Qualitätsnaturpark ausgezeichnet wurde. Perspektivisch soll er bis an die Grenzen der naturräumlichen Einheit Harz im Gebiet des früheren Landkreises Mansfelder Land erweitert werden.
Seit September 2005 ist der Regionalverband auch Träger des Naturparks Harz in Niedersachsen, der am 17. Juli 1960 gegründet wurde. Anlässlich seines 50-jährigen Bestehens wurde 2010 nahe der Aula der TU Clausthal in Clausthal-Zellerfeld eine Gedenktafel errichtet.
Durch die vorgenannten Naturparke führt die 200 km lange, ausgeschilderte Themenroute „Entlang historischer Grenzwege durch Natur und Geschichte“.
Der Regionalverband strebt perspektivisch auch die Trägerschaft für den Naturpark Südharz in Thüringen an.
Innerhalb des Verbandsgebietes wird jährlich der „Naturparkpreis Harz“ und der mit 2.500 € dotierte „Harzer Kulturpreis“ vergeben.
Seit 2005 ist der Regionalverband auch als Landschaftsverband tätig und hat die Aufgabe der regionalen Kulturförderung für das Gebiet des Landkreises Goslar übernommen. Gefördert wird in den Sparten Musik, Literatur und Sprache, bildende Kunst, freie Theater, Museen, Soziokultur und Jugendkunstschulen.
Gemeinsam mit dem Freilicht- und Erlebnismuseum Ostfalen (FEMO e. V.) mit Sitz in Königslutter ist der Regionalverband seit 2002 Träger des Nationalen Geoparks Harz – Braunschweiger Land – Ostfalen und für dessen Teilgebiet Harz in den Ländern Niedersachsen, Sachsen-Anhalt und Thüringen verantwortlich. Der Geopark wurde inzwischen in die Netzwerke European Geoparks Network (EGN) und UNESCO Global Geopark Network aufgenommen.
Der Regionalverband Harz e.V. firmiert seit Mai 2025 unter dem Namen Harzverband e.V. und übernimmt offiziell die Rolle eines Dachverbands. Nach umfangreicher Vorbereitung bündeln unter diesem neuen Zusammenschluss die fünf Harzlandkreise sowie mehrere tourismus- und naturschutznahe Organisationen ihre Kräfte – darunter u. a. Harzklub, Harzer Tourismusverband und Harzer Wandernadel. Ziel ist eine effizientere Zusammenarbeit zur Förderung des Natur- und Wandertourismus im Harz. Alle beteiligten Organisationen bleiben dabei eigenständig.
Der Harzverband hat seinen Sitz in Quedlinburg.

## Mitglieder
Im Regionalverband Harz sind folgende Landkreise ordentliche Mitglieder:
| in Niedersachsen: - Goslar - Göttingen | in Sachsen-Anhalt: - Harz - Mansfeld-Südharz | in Thüringen: - Nordhausen |